# Absolut
Cuvântul „absolut” provine din cuvântul latin „absolutus” = „dezlegat”, „independent” și poate semnifica:
- (adjectiv): Care e în afară de orice condiții și relații, necondiționat, perfect; opus relativului.
- (substantiv): Principiu veșnic, imuabil, infinit care, potrivit idealismului obiectiv, ar sta la baza universului; sinonim al divinității (spiritul absolut, ideea absolută).

Acest articol conține text din Dicționarul enciclopedic român (1962-1966), aflat acum în domeniul public.